# 简·西摩 (英格兰王后)
简·西摩（Jane Seymour，1508年—1537年10月24日）是英格蘭國王亨利八世第三任王后。原為亨利八世兩位前任王后—凱瑟琳王后和安妮王后的女侍官，瑪麗一世、伊麗莎白一世的繼母、爱德华六世生母。

## 早年
珍·西摩的父母是威尔特郡的约翰·西摩爵士和玛杰里·文特沃思。自外祖父继承的血脉，珍的母系血緣可上溯至金雀花王室，使她拥有了来自英格兰国王爱德华三世和珀西家族的血统，但稀薄的前朝王室血脈對亨利八世已沒有甚麼助益，珍·西摩的家世非常普通，几乎与平民无异，她和亨利八世是第五代表曾祖孙关系。简·西摩和她的前任安妮·博林亦有亲缘，共同的曾外祖母伊丽莎白·切尼使她们成为了第二代表姐妹。
珍·西摩的受教育程度遠不及两位前任王后阿拉贡的凯瑟琳和安妮·博林，安妮·博林受过良好的教育，能熟练运用英语和法语，珍·西摩只會簡單的閱讀和書寫外，什么字也不认识，她所擅长的是当时名媛淑女的传统技能，即针线活和操持家务，但她不仅具备凯瑟琳所具备的品德，也拥有着凯瑟琳所没有的青春与美貌，据说珍·西摩皮肤白皙，金发碧眼，被喻为「英国蔷薇」。

## 入宮
1532年珍·西摩成为了凯瑟琳王后的女侍官，后来亨利八世与凯瑟琳王后的婚姻被英格兰教会宣布无效，於是安妮·博林加冕为新王后，她便到安妮·博林的身边继续担任女侍官。
第一次关于亨利八世对珍·西摩产生兴趣的记载所记录的时间是1536年2月，她苍白的肤色和金发引起了亨利的注意，而安妮·博林拥有完全相反的黄色皮肤和黑发，珍·西摩外貌清秀，頗有姿色，不雕自饰，亨利因此喜欢上了她，珍·西摩成为了国王的新情人。
珍·西摩与安妮·博林是两个截然相反的人。安妮·博林长着一头乌黑的秀发，皮肤是健康的橄榄色，珍·西摩则长着一头金发，皮肤白皙到苍白的程度。安妮·博林性感、活泼，珍·西摩保守、文靜，珍不像安妮·博林那樣又狂野又會魅惑人，她既甜美又通情達理，優雅、善良，帶幾分羞澀，不像安妮·博林脾氣暴躁，又喜歡賣弄風情。
在1536年1月7日，亨利第一任王后凯瑟琳去世，1月29日，凯瑟琳被安葬的同一天，当时安妮再次怀孕，诞下一名男婴，却是死胎。因為怀孕的安妮看到了珍·西摩和亨利亲热的场景，怒火中烧，结果流产了，亨利八世認為她不可能再生育男性子嗣了，于是开始策划废黜安妮·博林，立自己的新情妇珍·西摩为王后。
亨利八世最初在追求珍·西摩時，送給她很多珠寶、錢財，希望珍能當他的情人，但珍·西摩与安妮·博林一样，不甘心当亨利情妇，她要当名正言順的王后。安妮对亨利八世的情妇处处刁难，所以很多国王的情妇都是过着提心吊胆的日子，因為她们深知安妮·博林手段的狠毒，珍·西摩同样熟知安妮·博林心狠手辣的脾性，但她卻一边小心提防王后，一边也用跟安妮同样的方法，暗示国王，如果不娶她，休想跟她上床。她经常会不经意地激怒安妮，让安妮在公共场合失控。
1536年2月，珍·西摩搬进了宫中一间华丽的住所，这等于已经公开她与亨利的关系了，为了能够与新欢成婚，亨利也開始計劃除掉安妮，朝臣們立刻編織了許多致她於死的理由，誣陷她和五個男人通姦，其中甚至包括了她的親弟弟喬治·博林，亨利以通姦叛國的罪名將安妮關進倫敦塔。

## 立
在安妮·博林王后被斩首的第二天，即1536年5月20日，亨利八世与珍·西摩正式订婚，10天后即举行了婚礼。6月4日她被公开宣称为王后，这年她28岁，但是由于当时的伦敦城瘟疫蔓延，她并未被正式加冕，而对亨利来说，在珍·西摩履行她作为王后的义务之前，也就是生下一个男性继承人之前，他也不想为她加冕。
儘管她在對付安妮·博林的時候心機應盡，但是作為王后，她是合格的，甚至某些方面是優秀的，絲毫沒有政治野心。珍·西摩王后還是一个非常严谨而注重礼节的女人，安妮·博林侍女成群，而珍自己打理家务和女红，她只和她的好友安妮·斯坦霍普和妹妹伊丽莎白·西摩交好，珍·西摩入主中宫后，也没有提什么过多的提高待遇的要求，陪伴她的仆妇非常少，珍·西摩沒有安妮·博林的慾望和野心，做事為人十分低調，很快便獲得朝野的尊敬喜愛。
珍·西摩成为王后做的第一件事，就是将安妮手中放荡奢华的英国宫廷再次变成了一个保守稳重，井井有条的传统宫廷，以严格的规范替代了过去的享乐，立刻对宫廷进行了全方位的改革，她对宫女们的衣着服饰做出了严格的规定，对宫廷女官服装的规范甚至连绣在裙子上的珍珠数目都规定得一清二楚。安妮·博林时髦，崇尚法国文化，珍·西摩认为，只有英国本土的传统文化才是最好的，於是安妮·博林引入的法式风潮也被全面禁止，所有法式装潢全部被撤换，所有法式服饰一律被禁止，珍還特别警告她的侍女，不得把脖子以下的部分露在外面，讓喧闹浮华的宫廷在一夜之间变得稳重端庄。在新王后的带领下，宫女们都穿着英格兰传统的长袍，低眉顺眼，谨言慎行，比起揮霍成性、喜好奢華出名的安妮·博林，珍·西摩懂得持家，有效地節省了宮內開銷。安妮·博林的生活异常的奢侈，每次出门都得有盛大的排场，随时待命服侍她的仆人有240人之多，珍·西摩上台后只留下了部分有必要的仆人，把其他人都遣散了。
虽说深得亨利八世宠爱，珍在政治上的地位却无法与之前的王后相比，安妮·博林野心勃勃，总喜欢干预政事，常常在亨利八世与廷臣议事的时候躲在屋外偷听，有几次甚至忍不住冲进屋内参与讨论，而珍·西摩安静温顺，除了内宫的事务一概不过问。在政治方面，珍·西摩表现得十分保守，唯一一次关于她参与政事的记载是在1536年，她向国王为参加求恩巡礼的民众求情，据说亨利八世拒绝了她，并提醒珍別多管閒事，還警告她看看安妮的下場。與她的前任相比，她在位的時間太短以至于她無法在宮廷裏留下什麽影響，珍·西摩作爲王后的任期只有1年左右，而其中大部分時間她都因懷孕而臥床。
珍·西摩對凯瑟琳王后怀有很深的感情，当初珍还是凯瑟琳女官的时候，她很是敬重凯瑟琳，因为凯瑟琳待人接物一直都是极为仁慈又不失分寸的。相比安妮的尖酸刻薄，简显然对凱瑟琳更是感恩戴德，因此她对凯瑟琳所生的女兒瑪麗多少有几分同情，且一直努力想恢复瑪麗在宫廷中的地位以及王位继承权，幫忙修補她和亨利的父女關係，但顺位在亨利八世和她的孩子之后，還竭力哀求亨利八世不要杀掉这个可怜的孩子，對比出安妮的自私和狠毒。安妮·博林对玛丽异常的残酷，甚至把凯瑟琳留给玛丽的遗产收入了自己的囊中。
珍雖然溫順寬厚，但對於她不太欣賞安妮·博林所生的伊麗莎白公主，就沒那麼積極地給予幫助。在她去世前，她也曾表明迹象想使伊麗莎白也回到宫廷，她曾邀请年幼的伊麗莎白公主来参加愛德華的洗礼仪式。

## 逝世
1537年初，珍·西摩怀孕。在怀孕期间，她特别喜爱吃鹌鹑肉，因此亨利八世命令从加莱和弗兰德斯为珍·西摩王后运来上好的鹌鹑。1537年9月，珍·西摩进入产期。10月12日，简·西摩在汉普顿宫為亨利八世生下渴望已久的男性继承人愛德華六世。珍·西摩在產後迅速惡化，1537年10月15日，参加爱德华王子洗礼的珍·西摩已然病重，她的分娩持续了两天三夜，最後因产褥热，在產後十二天崩逝于汉普顿宫，死時才29岁。根據愛德華國王的傳記作者珍妮弗·洛奇（Jennifer Loach）的說法，珍的死可能是由於胎盤殘留感染所致；或許是為了萬全，亨利八世違反當時常規，邀請了男性（醫師）來參與分娩，這些不熟悉分娩工作的醫師或許忘記取出子宮內的胎盤。有谣言说王后是死于紧急剖腹产，因为亨利害怕婴儿死产而下令强行将婴儿从她体内取出，而事实或许并非如此，她的死讓亨利八世十分悲傷，並聲稱珍·西摩是他真正的妻子，並成为亨利最喜爱的妻子，亨利八世穿了三个月的丧服，历史学家推测，很可能是因为只有她生下了男性继承人的缘故。
在葬礼上担当丧主的是她的继女瑪麗公主，之后她被葬于温莎堡的圣乔治礼拜堂，珍·西摩是亨利八世的六个妻子中唯一以王后之礼丧葬的王后。不過，珍·西摩的生辰一直存在争议，人們通常认为她生于1509年，但是在其葬礼上有29位女子列队行走。按当时的習俗，通常以葬礼队列的人数表示去世人的年龄，因而表明她是出生于1508年，在珍·西摩去世後的幾個世紀以來，她一直被認爲是亨利的六位王后中“最美好、最謹慎也最慈悲的一位”，在她做王后的18个月中，她只干预过两次朝政。